# Liste der Baudenkmäler in Flossenbürg
Auf dieser Seite sind die Baudenkmäler in der Oberpfälzer Gemeinde Flossenbürg zusammengestellt. Diese Tabelle ist eine Teilliste der Liste der Baudenkmäler in Bayern. Grundlage ist die Bayerische Denkmalliste, die auf Basis des Bayerischen Denkmalschutzgesetzes vom 1. Oktober 1973 erstmals erstellt wurde und seither durch das Bayerische Landesamt für Denkmalpflege geführt wird. Die folgenden Angaben ersetzen nicht die rechtsverbindliche Auskunft der Denkmalschutzbehörde.

## Baudenkmäler nach Ortsteilen

### Flossenbürg
| Lage | Objekt | Beschreibung | Akten-Nr.              | Bild |
| --- | --- | --- | ---------------------- | --- |
| Birkenstraße (Standort) | Postenhaus, heute Kiosk                                                                                    | Kleiner erdgeschossiger Bau mit überstehendem Zeltdach, ehemals zugehörig zum Konzentrationslager, um 1940 | D-3-74-122-55 Wikidata | Postenhaus, heute Kiosk |
| Birkenstraße 1; Gedächtnisallee 5; Gedächtnisallee 7; Gedächtnisallee 9; Gedächtnisallee 12; Nähe Silberhüttenstraße; Silberhüttenstraße 42; Schlesierweg; Brückelberg (Standort) | Ehemaliges Konzentrationslager Flossenbürg                                                                 | Das ehemalige Konzentrationslager umfasst drei funktional und räumlich miteinander verbundene Bereiche: das Häftlings- und SS-Lager, die SS-Siedlung (siehe Ehemaliges Konzentrationslager Flossenbürg, Teilbereich SS-Siedlung) und den Steinbruch am Bocksbühl (siehe Ehemaliges Konzentrationslager Flossenbürg, Teilbereich Steinbruch). Das Konzentrationslager ist in Flossenbürg im April/Mai 1938 zum Abbau des Granits in den dortigen Steinbrüchen gegründet worden, die Steinmaterial unter anderem zur Errichtung der Monumentalbauten des Dritten Reiches, beispielsweise des Reichsparteitagsgeländes in Nürnberg, lieferten. Die Häftlinge, die sich in der Terminologie der SS aus „Asozialen“ und „Kriminellen“ zusammensetzten, waren neben den Steinbrucharbeiten zunächst auch mit dem Aufbau des Lagers beschäftigt. Belegung und Funktion des Lagers änderten sich wesentlich, beeinflusst vom Verlauf des Zweiten Weltkriegs. Ab 1940 bestand die Belegschaft vor allem aus Polen und Tschechen, daneben aus.politischen Häftlingen. Im Oktober 1941 wurde ein Sonderlager für sowjetische Kriegsgefangene angelegt. Der Steinabbau trat ab Ende 1942 immer mehr zugunsten der Flugzeugproduktion der Messerschmitt GmbH zurück, die dort Teile für das Kampfflugzeug Bf 109 produzierte. In das Jahr 1942 fiel auch die Gründung von Außenlagern, die bis 1945 die Zahl von etwa 100 erreichte. Nach dem menschenverachtenden Prinzip der „Vernichtung durch Arbeit“ sind im Lager Flossenbürg von insgesamt über 100.000 Häftlingen über 30.000 Menschen zu Tode gekommen. Prägend für die bauliche Überlieferung des Lagers waren die Ereignisse der Nachkriegszeit. Nachdem es kurze Zeit als Internierungslager für deutsche Kriegsgefangene, meist SS-Leute, dann ab 1946 als Lager für „Displaced Persons“ gedient hatte, wurde es 1947 zum Lager für Flüchtlinge aus Schlesien, Ostpreußen und dem Sudetenland. Auf Initiative ehemaliger Häftlinge begann bereits 1946 die Umwandlung des östlichen Teils des Häftlingslagers in eine Gedenkstätte unter anderem mit Sühnekapelle und Aschenpyramide. Mitte der fünfziger Jahre entstand für die Flüchtlinge anstelle der Lagerbaracken auf dem Nordhang des früheren Lagers eine neue Wohnsiedlung. Trotz dieser Abbrüche und späteren baulichen Überformungen ist die ursprüngliche Anlage des Konzentrationslagers in weiten Teilen deutlich ablesbar geblieben. Vom Häftlings- und SS-Lager haben sich nicht wenige bauliche Anlagen wie auch die Terrassierungen des Geländes erhalten. Auf dem Nordhang befinden sich die Hangstützmauern der früheren Barackenreihen und ein Großteil der Treppenanlagen. Den Appellplatz rahmen die erdgeschossigen Satteldachbauten der Häftlingsküche und des Wäscherei-, Wasch- und Desinfektionsgebäudes. Auf dem Südhang hat sich ein Teil des Arrestgebäudes mit Hofmauer erhalten. Reste weiterer Barackenbauten wie des früheren Häftlings-Lagereingangs sind bei Grabungen zu Tage getreten. Hervorzuheben ist neben dem früheren SS-Kasinogebäude auch das ehemalige Kommandanturgebäude, das dominant den Eingangsbereich zum Lager markierte. Im östlichen Bereich des Häftlings-Lagers befinden sich drei der früheren Wachtürme und das Krematorium mit zugehöriger Rampe. Dieser Bereich wurde mit der Anlage des sogenannten Tals des Todes und der Sühne-Kapelle zu einer Gedenkstätte umgestaltet und bildet damit ein wichtiges Zeugnis für die Erinnerungskultur der Nachkriegszeit. | D-3-74-122-55          | weitere Bilder |
| Auf dem Westhang des Brückelbergs (Standort) | Pfosten des Lagerzaunes des ehemaligen Konzentrationslagers Flossenbürg                                    | Eisenbeton, 1938ff. | D-3-74-122-56 Wikidata | BW |
| Burgweg () | Backhaus                                                                                                   | kleiner Satteldachbau mit Rundbogenöffnung, Granitbruchstein- und Quadermauerwerk, 19. Jahrhundert | D-3-74-122-60          | |
| Ehemaliges Konzentrationslager Flossenbürg (Standort) | Ehemaliges Konzentrationslager Flossenbürg                                                                 | Teilbereich SS-Siedlung. Das ehemalige Konzentrationslager umfasst drei funktional und räumlich miteinander verbundene Bereiche: das Häftlings- und SS-Lager(siehe Ehemaliges Konzentrationslager Flossenbürg, Teilbereich Lager), die SS-Siedlung und den Steinbruch am Bocksbühl (siehe Ehemaliges Konzentrationslager Flossenbürg, Teilbereich Steinbruch). Beinahe vollständig hat sich die SS-Siedlung am Plattenberg erhalten. In Hanglage sind in offener Bebauung entlang zweier geschwungener Erschließungsstraßen erdgeschossige Satteldachbauten für SS-Offiziere entstanden, die mit hohen Werksteinuntergeschossen und Blockbau-Holzverkleidungen den wehrhaften Heimatstil der NS-Zeit widerspiegeln. Siehe Oberer Plattenberg 6, 8, 10, 11, 12, 13, 14, 15, 16, 18, Plattenberg, Unterer Plattenberg 8, 10, 12, 14. Siehe auch Teilliste der Bodendenkmäler. | D-3-74-122-56 Wikidata | BW |
| Felshöhle im Wurmstein (Standort) | Schutzunterstand                                                                                           | Gewölbter Mittelraum mit zwei Eingangsstollen, ehemals dem Konzentrationslager zugehörig, um 1940 | D-3-74-122-56 Wikidata | BW |
| Gedächtnisallee (Standort) | KZ-Grab- und Gedenkstätte                                                                                  | Auf einem Teil des ehemaligen Konzentrationslagers unter Integration der Lagerbauten errichtete, parkähnliche Anlage, 1947, 1957 und 1966; drei Wachtürme, Granitquaderbauten mit hölzernem Wachraumaufsatz und Zeltdach, 1938ff.; Hangbefestigung, aus Granitquadermauerwerk, mit Zugang zur Rampe, 1941; ehemaliges Krematorium, erdgeschossiger verputzter Flachdachbau, mit Rampe, 1941; mit Ausstattung; Granitpfeiler des ehemaligen Lagertors, 1938; Pfosten des ehemaligen Lagerzaunes (transloziert), Eisenbeton, 1938ff.; am Hang bei Krematorium (transloziert), ehemaliges Arrestgebäude, erdgeschossiger verputzter Satteldachbau, teilerhalten, mit Resten der Hofmauer, um 1940; Memorialanlage im sogenannten Tal des Todes unter anderem mit Aschenpyramide, 1947; Sühnekapelle Jesus im Kerker, Saalbau, aus Granitquadermauerwerk (Abbruchmaterial früherer Wachtürme), mit Dachreiter, 1947; mit Ausstattung; Ehrenfriedhof, 1957 | D-3-74-122-55 Wikidata | KZ-Grab- und Gedenkstätte |
| Gedächtnisallee (Standort) | Häftlingsküchengebäude des ehemaligen Konzentrationslagers Flossenbürg                                     | Erdgeschossiger, unterkellerter Satteldachbau mit Eckrustizierung, 1942 | D-3-74-122-55 Wikidata | Häftlingsküchengebäude des ehemaligen Konzentrationslagers Flossenbürg |
| Gedächtnisallee (Standort) | Wäscherei-, Wasch- und Desinfektionsgebäude des ehemaligen Konzentrationslagers Flossenbürg                | Erdgeschossiger, unterkellerter Satteldachbau mit Eckrustizierung, 1942 | D-3-74-122-55 Wikidata | Wäscherei-, Wasch- und Desinfektionsgebäude des ehemaligen Konzentrationslagers Flossenbürg |
| Gedächtnisallee 5 (Standort) | Ehemaliges Kommandantur- und Häftlingsüberwachungsgebäude                                                  | Zweigeschossiger Granitquaderbau mit Walmdach und Tordurchfahrt in der Mittelachse, 1941 im Zuge der Erweiterung des Konzentrationslagers Flossenbürg erbaut | D-3-74-122-55 Wikidata | weitere Bilder |
| Hohenstaufenstraße (im Friedhof) () | Friedhofskreuz                                                                                             | Gusseisenkruzifix auf Granitsockel, um 1900 | D-3-74-122-61          | |
| Hohenstaufenstraße (im Friedhof) () | Friedhofskreuz                                                                                             | Gusseisenkruzifix auf Granitsockel, um 1900 | D-3-74-122-62          | |
| Hohenstaufenstraße 19; Kirchweg 2 (Standort) | Katholische Pfarrkirche St. Pankratius                                                                     | Saalkirche mit Walmdach und eingezogenem, fünfseitig geschlossenem Chor, Flankenturm mit Pyramidendach, Bruchstein mit Eckquaderungen, bezeichnet „1915“; mit Ausstattung; Einfriedungsmauer, Granitbruchstein, wohl gleichzeitig. | D-3-74-122-1 Wikidata  | weitere Bilder |
| Hohenstaufenstraße 30 (Standort) | Evangelisch-lutherische Pfarrkirche St. Pankratius                                                         | Bezeichnet „1716“, nach Brand 1888 erneuert; mit Ausstattung | D-3-74-122-3 Wikidata  | weitere Bilder |
| Nähe Hohenstaufenstraße (Standort) | Acht Felsenkeller                                                                                          | Der westliche bezeichnet „1757“ | D-3-74-122-4 Wikidata  | Acht Felsenkeller |
| Nähe Hohenstaufenstraße; Nähe Schulweg (Standort) | Friedhof ehemaliger Häftlinge des Konzentrationslagers Flossenbürg                                         | Friedhof der nach der Befreiung verstorbenen ehemaligen Häftlinge des Konzentrationslagers Flossenbürg, terrassierte, eingefriedete Anlage mit Reihengräbern und Mahnmal, monumentale Stufenpyramide, mit Gedenktafeln und bekrönender Urne, 1945/46 | D-3-74-122-44 Wikidata | weitere Bilder |
| Oberer Plattenberg 6; Oberer Plattenberg 8; Oberer Plattenberg 10; Oberer Plattenberg 11; Oberer Plattenberg 12; Oberer Plattenberg 13; Oberer Plattenberg 14; Oberer Plattenberg 15; Oberer Plattenberg 16; Oberer Plattenberg 18; Unterer Plattenberg 8; Unterer Plattenberg 10; Unterer Plattenberg 12; Unterer Plattenberg 14; Plattenberg (Standort) | Ehemaliges Konzentrationslager Flossenbürg                                                                 | Das ehemalige Konzentrationslager umfasst drei funktional und räumlich miteinander verbundene Bereiche: das Häftlings- und SS-Lager (siehe Ehemaliges Konzentrationslager Flossenbürg, Teilbereich Lager), die SS-Siedlung und den Steinbruch am Bocksbühl (siehe Ehemaliges Konzentrationslager Flossenbürg, Teilbereich Steinbruch). Beinahe vollständig hat sich die SS-Siedlung am Plattenberg erhalten. In Hanglage sind in offener Bebauung entlang zweier geschwungener Erschließungsstraßen erdgeschossige Satteldachbauten für SS-Offiziere entstanden, die mit hohen Werksteinuntergeschossen und Blockbau-Holzverkleidungen den wehrhaften Heimatstil der NS-Zeit widerspiegeln. | D-3-74-122-57 Wikidata | [[Vorlage:Bilderwunsch/code!/C:49.73452,12.35219!/D:Oberer Plattenberg 6; Oberer Plattenberg 8; Oberer Plattenberg 10; Oberer Plattenberg 11; Oberer Plattenberg 12; Oberer Plattenberg 13; Oberer Plattenberg 14; Oberer Plattenberg 15; Oberer Plattenberg 16; Oberer Plattenberg 18; Unterer Plattenberg 8; Unterer Plattenberg 10; Unterer Plattenberg 12; Unterer Plattenberg 14; Plattenberg, Ehemaliges Konzentrationslager Flossenbürg!/\|BW]] |
| Oberer Plattenberg 8 (Standort) | Offiziers-Wohnhaus der ehemaligen SS-Siedlung des Konzentrationslagers Flossenbürg                         | Typenbau für sogenannte Führer, erdgeschossig, mit Sockelgeschoss aus Bruchsteinmauerwerk, Kniestock und flachem Satteldach, mit Treppenanlage, 1938/39, Erdgeschoss erneuert | D-3-74-122-57 Wikidata | BW |
| Oberer Plattenberg 10 (Standort) | Offiziers-Wohnhaus der ehemaligen SS-Siedlung des Konzentrationslagers Flossenbürg                         | Typenbau für sogenannte Führer, erdgeschossiger Fachwerkbau mit blockbauähnlicher Holzverschalung aus halbierten Rundlingen, Kniestock und flachem Satteldach, auf Sockelgeschoss aus Bruchsteinmauerwerk, mit Treppenanlage, 1938/39 | D-3-74-122-57 Wikidata | BW |
| Oberer Plattenberg 11 (Standort) | Offiziers-Wohnhaus der ehemaligen SS-Siedlung des Konzentrationslagers Flossenbürg                         | Typenbau für den Lager-Kommandanten, erdgeschossiger Fachwerkbau mit blockbauähnlicher Holzverschalung aus halbierten Rundlingen, Kniestock und flachem Satteldach, auf Sockelgeschoss aus Bruchsteinmauerwerk, mit in Bogenstellungen geöffnetem Sockel-Vorbauten und Treppenanlagen, bezeichnet „1939“ | D-3-74-122-57 Wikidata | BW |
| Oberer Plattenberg 12 (Standort) | Offiziers-Wohnhaus der ehemaligen SS-Siedlung des Konzentrationslagers Flossenbürg                         | Typenbau für sogenannte Führer, erdgeschossiger Fachwerkbau mit blockbauähnlicher Holzverschalung aus halbierten Rundlingen, Kniestock und flachem Satteldach, auf Sockelgeschoss aus Bruchsteinmauerwerk, mit in Bogenstellungen geöffnetem Sockel-Vorbau und Treppenanlage, im Inneren teilweise erneuert, bezeichnet „1939“ | D-3-74-122-57 Wikidata | BW |
| Oberer Plattenberg 13 (Standort) | Offiziers-Wohnhaus der ehemaligen SS-Siedlung des Konzentrationslagers Flossenbürg                         | Typenbau für sogenannte Führer, erdgeschossiger Fachwerkbau mit blockbauähnlicher Holzverschalung aus halbierten Rundlingen, Kniestock und flachem Satteldach, auf Sockelgeschoss aus Bruchsteinmauerwerk, mit Sockelvorbau und Treppenanlage, bezeichnet „1938“ | D-3-74-122-57 Wikidata | BW |
| Oberer Plattenberg 14 (Standort) | Offiziers-Wohnhaus der ehemaligen SS-Siedlung des Konzentrationslagers Flossenbürg                         | Typenbau für sogenannte Unterführer, erdgeschossiger Fachwerkbau mit blockbauähnlicher Holzverschalung aus halbierten Rundlingen, Kniestock und flachem Satteldach, auf Sockelgeschoss aus Bruchsteinmauerwerk, mit Sockel-Vorbau und Treppenanlage, bezeichnet „1939“ | D-3-74-122-57 Wikidata | BW |
| Oberer Plattenberg 15 (Standort) | Offiziers-Wohnhaus der ehemaligen SS-Siedlung des Konzentrationslagers Flossenbürg                         | Typenbau für sogenannte Führer, erdgeschossiger Fachwerkbau mit blockbauähnlicher Holzverschalung aus halbierten Rundlingen, Kniestock und flachem Satteldach, auf Sockelgeschoss aus Bruchsteinmauerwerk, mit in Bogenstellungen geöffnetem Sockelvorbau und Treppenanlage, 1938/39 | D-3-74-122-57 Wikidata | BW |
| Oberer Plattenberg 16 (Standort) | Offiziers-Wohnhaus der ehemaligen SS-Siedlung des Konzentrationslagers Flossenbürg                         | Typenbau für sogenannte Unterführer, erdgeschossiger Fachwerkbau mit blockbauähnlicher Holzverschalung aus halbierten Rundlingen, Kniestock und flachem Satteldach, auf Sockelgeschoss aus Bruchsteinmauerwerk, mit Sockelvorbau und Treppenanlage, 1938/39. | D-3-74-122-57 Wikidata | BW |
| Oberer Plattenberg 18 (Standort) | Offiziers-Wohnhaus der ehemaligen SS-Siedlung des Konzentrationslagers Flossenbürg                         | Typenbau für sogenannte Unterführer, erdgeschossiger Fachwerkbau mit erneuerter Holzverschalung, Kniestock und steilem Satteldach, auf Sockelgeschoss aus Bruchsteinmauerwerk, mit Sockelvorbau, Treppenanlage und Erdbunker, um 1943 | D-3-74-122-57 Wikidata | BW |
| Plattenberg (Standort) | Bunker | Bunker mit doppeltem Zugangsschacht, aus Granitstein und Beton, ehemals dem Konzentrationslager zugehörig, um 1943 | D-3-74-122-56 Wikidata | BW |
| Rumpelbachstraße (Standort) | Steinmetzhalle                                                                                             | Erdgeschossige Holzbaracke mit Satteldach, ehemals dem Konzentrationslager zugehörig, um 1940 | D-3-74-122-56 Wikidata | BW |
| Rumpelbachstraße (Standort) | Ehemalige Schmiede                                                                                         | Satteldachbau mit Granitseinverkleidung, ehemals dem Konzentrationslager zugehörig, um 1940 | D-3-74-122-56 Wikidata | BW |
| Rumpelbachstraße (Standort) | Ehemaliges Maschinenhaus                                                                                   | Walmdachbau mit Fensterband, Granitsteinverkleidung und Eckrustizierung, ehemals dem Konzentrationslager zugehörig, 1941 | D-3-74-122-56 Wikidata | BW |
| Rumpelbachstraße (Standort) | Garagenbau                                                                                                 | Walmdachbau mit hohen Toreinfahrten und Granitsteinverkleidung, ehemals dem Konzentrationslager zugehörig, um 1940 | D-3-74-122-56 Wikidata | BW |
| Rumpelbachstraße 12 (Standort) | Magazingebäude                                                                                             | Erdgeschossiger Satteldachbau mit Toreinfahrt und Granitverkleidung, ehemals dem Konzentrationslager zugehörig, um 1940 | D-3-74-122-56 Wikidata | BW |
| Rumpelbachstraße 12; Wurmsteinweg 7; Wurmsteinweg 15; Bocksbühl; Wurmstein (Standort) | Ehemaliges Konzentrationslager Flossenbürg                                                                 | Das ehemalige Konzentrationslager umfasst drei funktional und räumlich miteinander verbundene Bereiche: das Häftlings- und SS-Lager (siehe Ehemaliges Konzentrationslager Flossenbürg, Teilbereich Lager), die SS-Siedlung (siehe Ehemaliges Konzentrationslager Flossenbürg, Teilbereich SS-Siedlung) und den Steinbruch am Bocksbühl. Ähnlich wie das frühere Häftlings- und SS-Lager ist auch das Steinbruchgelände bis heute wesentlich von den Terrassierungsarbeiten der Häftlinge geprägt. Dort haben sich mehrere Funktionsbauten vom Verwaltungsgebäude der SS-eigenen Firma DEST (Deutsche Erd- und Steinwerke GmbH), über das Schmiede- und Magazingebäude, das Maschinenhaus, den Garagenbau bis hin zur Holzbaracke für Steinmetzarbeiten erhalten. Im Gelände verteilt befinden sich darüber hinaus Sprengmittelkammern und zahlreiche Fundamentreste der diversen Hallenbauten. | D-3-74-122-56 Wikidata | BW |
| Schaftbildstock, in der Flur Kindsleite (Standort) | Granitpfeiler                                                                                              | 19. Jahrhundert | D-3-74-122-7 Wikidata  | BW |
| Schlesierweg (Standort) | Hangstützmauern und Treppen des ehemaligen Konzentrationslagers Flossenbürg                                | Um 1938/40 | D-3-74-122-55 Wikidata | BW |
| Schloßberg (Standort) | Burgruine Flossenbürg                                                                                      | Burgruine auf dem Granitfelsen, Wohnturm mit Ringmauer, um 1105, Erweiterung um 1250 durch Palas, äußere Ringmauer und vorgeschobenen Turm, Batterieturm und Torbau um 1500 | D-3-74-122-5 Wikidata  | weitere Bilder |
| Silberhüttenstraße (Standort) | Hochwasserbehälter                                                                                         | Mit granitverkleideter gestufter Eingangsfront und vier Wasserbehältern, ehemals dem Konzentrationslager Flossenbürg zugehörig, bezeichnet „1943“ | D-3-74-122-19 Wikidata | BW |
| Silberhüttenstraße (Standort) | Trafostation                                                                                               | Erdgeschossiger verputzter Ziegelsteinbau mit flachem Satteldach, ehemals dem Konzentrationslager zugehörig, um 1940 | D-3-74-122-55 Wikidata | BW |
| Silberhüttenstraße 42 (Standort) | Gasthof Plattenberg                                                                                        | Langgestreckter, erdgeschossiger Satteldachbau auf hohem granitsteinverkleidetem Sockelgeschoss, mit gefasster südseitiger Dachterrasse, ehemals als Kasino dem Konzentrationslager zugehörig, um 1940 | D-3-74-122-55 Wikidata | Gasthof Plattenberg |
| Unterer Plattenberg 8 (Standort) | Offiziers-Wohnhaus der ehemaligen SS-Siedlung des Konzentrationslagers Flossenbürg                         | Typenbau für sogenannte Unterführer, erdgeschossiger Fachwerkbau mit blockbauähnlicher Holzverschalung aus halbierten Rundlingen, Kniestock und flachem Satteldach, auf Sockelgeschoss aus Bruchsteinmauerwerk, mit Treppenanlage, bezeichnet „1939“ | D-3-74-122-57          | BW |
| Unterer Plattenberg 10 (Standort) | Offiziers-Wohnhaus der ehemaligen SS-Siedlung des Konzentrationslagers Flossenbürg                         | Offiziers-Wohnhaus der ehemaligen SS-Siedlung des Konzentrationslagers Flossenbürg, Typenbau für sogenannte Unterführer, erdgeschossiger Fachwerkbau mit blockbauähnlicher Holzverschalung aus halbierten Rundlingen, Kniestock und flachem Satteldach, auf Sockelgeschoss aus Bruchsteinmauerwerk, mit Treppenanlage, bezeichnet „1939“ | D-3-74-122-57 Wikidata | BW |
| Unterer Plattenberg 12 (Standort) | Offiziers-Wohnhaus der ehemaligen SS-Siedlung des Konzentrationslagers Flossenbürg                         | Typenbau für sogenannte Unterführer, erdgeschossiger Fachwerkbau mit erneuerter Holzverschalung, Kniestock und flachem Satteldach, auf Sockelgeschoss aus Bruchsteinmauerwerk, mit Treppenanlage, bezeichnet „1939“ | D-3-74-122-57 Wikidata | BW |
| Unterer Plattenberg 14 (Standort) | Offiziers-Wohnhaus der ehemaligenh SS-Siedlung des Konzentrationslagers Flossenbürg                        | Typenbau für sogenannte Unterführer, erdgeschossiger Fachwerkbau mit blockbauähnlicher Holzverschalung aus halbierten Rundlingen, Kniestock und flachem Satteldach, auf Sockelgeschoss aus Bruchsteinmauerwerk, mit Treppenanlage, bezeichnet „1939“ | D-3-74-122-57          | BW |
| Wurmsteinweg 7 (Standort) | Ehemaliges Verwaltungsgebäude und sogenanntes Gefolgschaftshaus der „Deutschen Erd- und Steinwerke“ (DEST) | Zweigeschossiger, entsprechend der Hanglage auch rückseitig vom Obergeschoss her erschlossener Satteldachbau, verputzt mit Eckbossierung und rückwärtigem Quergiebel, errichtet 1938 ff. im Zusammenhang mit dem Konzentrationslager Flossenbürg; im ehemaligen Versammlungssaal bauzeitliche Wandmalereien | D-3-74-122-56 Wikidata | BW |
| Wurmsteinweg 15 (Standort) | Ehemaliges Kompressoren- und Trafogebäude                                                                  | Erdgeschossiger Satteldachbau mit Trafoturm, ehemals zum Konzentrationslager zugehörig, um 1940 | D-3-74-122-56 Wikidata | BW |

### Altenhammer
| Lage                               | Objekt  | Beschreibung                                                               | Akten-Nr.             | Bild           |
| ---------------------------------- | ------- | -------------------------------------------------------------------------- | --------------------- | -------------- |
| Flossenbürger Straße 16 (Standort) | Brunnen | Rechteckiger Granittrog, bezeichnet „1841“, Nischenbogen bezeichnet „1934“ | D-3-74-122-8 Wikidata | weitere Bilder |
| Flossenbürger Straße 17 (Standort) | Schlößl | Bezeichnet „1765“, mit Halbwalmdach und Granitgewänden                     | D-3-74-122-9 Wikidata | Schlößl        |

### Hildweinsreuth
| Lage                                         | Objekt                       | Beschreibung                                  | Akten-Nr.              | Bild |
| -------------------------------------------- | ---------------------------- | --------------------------------------------- | ---------------------- | ---- |
| Flur Hildweinsreuth (Standort)               | Wegkreuz                     | Gusseisen auf Granitsockel, bezeichnet „1895“ | D-3-74-122-10 Wikidata | BW   |
| Hildweinsreuth, bei Haus Nummer 4 (Standort) | Kruzifix und Schmerzensmaria | Auf Blech gemalt, bezeichnet „1831“           | D-3-74-122-12 Wikidata | BW   |
| Auf dem Weg nach St. Ötzen (Standort)        | Wegkreuz                     | Gusseisen auf Granitsockel, bezeichnet „1890“ | D-3-74-122-11 Wikidata | BW   |

### Rückersmühle
| Lage                                                                   | Objekt          | Beschreibung                                                               | Akten-Nr.              | Bild |
| ---------------------------------------------------------------------- | --------------- | -------------------------------------------------------------------------- | ---------------------- | ---- |
| In Rückersmühle, an der Straße nach Floß bei Haus Nummer 20 (Standort) | Schaftbildstock | Bezeichnet „1777“                                                          | D-3-74-122-13 Wikidata | BW   |
| An Staatsstraße 2154 in der Flur Meilermühlholz (Standort)             | Wegkreuz        | Gusseisen auf Granitsockel, bezeichnet „1911“                              | D-3-74-122-14 Wikidata | BW   |
| St 2395 ()                                                             | Kriegerdenkmal  | Granitbruchstein auf Sockel, mit Reliefierungen und Inschriften, nach 1945 | D-3-74-122-63          |      |

### Sankt Ötzen
| Lage                                       | Objekt                          | Beschreibung      | Akten-Nr.              | Bild |
| ------------------------------------------ | ------------------------------- | ----------------- | ---------------------- | ---- |
| Eggartenbühl, bei Haus Nummer 1 (Standort) | Eisen-Kruzifix auf Granitsockel | Bezeichnet „1879“ | D-3-74-122-15 Wikidata | BW   |

## Ehemalige Baudenkmäler
In diesem Abschnitt sind Objekte aufgeführt, die früher einmal in der Denkmalliste eingetragen waren, jetzt aber nicht mehr. Objekte, die in anderem Zusammenhang also z. B. als Teil eines Baudenkmals weiter eingetragen sind, sollen hier nicht aufgeführt werden. Aktennummern in diesem Abschnitt sind ehemalige, jetzt nicht mehr gültige Aktennummern.

| Lage                                         | Objekt                                                                             | Beschreibung | Akten-Nr.              | Bild |
| -------------------------------------------- | ---------------------------------------------------------------------------------- | --- | ---------------------- | ---- |
| Flossenbürg Hohenstaufenstraße 26 (Standort) | Türgewände                                                                         | Bezeichnet „1776“ | D-3-74-122-2 Wikidata  | BW   |
| Flossenbürg Oberer Plattenberg 6 (Standort)  | Offiziers-Wohnhaus der ehemaligen SS-Siedlung des Konzentrationslagers Flossenbürg | Typenbau für sogenannte Führer, erdgeschossiger Fachwerkbau mit blockbauähnlicher Holzverschalung aus halbierten Rundlingen, Kniestock und flachem Satteldach, auf Sockelgeschoss aus Bruchsteinmauerwerk, mit Treppenanlage und Hauseingang über gemauertem Bogen, bezeichnet „1938“ | D-3-74-122-35 Wikidata | BW   |